# Dust (Blueberry)
Pour les articles homonymes, voir Dust.
Dust est le 28e et dernier album de la série Blueberry édité par Dargaud éditeur en 2005. Il est scénarisé et dessiné par Jean Giraud, dont c'est le dernier album. C'est à ce jour le dernier album de la série principale et le plus tardif dans l'histoire de Mike S. Blueberry. C'est une suite de l'album précédent OK Corral.

## Résumé
Alors que se déroule la fusillade d'O.K. Corral, Blueberry sauve Dorée Malone du tueur Johnny Ringo, qui parvient à s'enfuir après avoir fait plusieurs victimes lors d'une manifestation pacifique. 
Lors des funérailles des victimes des deux évènements, l'adjoint au maire Barrets avertit Wyatt Earp de son éviction du poste de shérif. Ike Clanton, seul survivant de la fratrie, découvre en rentrant à son campement le massacre des siens par les Apaches. Il se rend alors à une réunion publique organisée par Barrets et le nouveau shérif Skinney et y accuse les Earp de collusion avec les Indiens. La milice constituée pour assister le shérif, constituée de membres d'une ligue de vertu, fait alors le siège du saloon, où se sont réfugiés les alliés des Earp. Après que Barrets a présenté au maire, convalescent, les résultats de l'enquête de Skinney, accusant les Earp et leurs alliés, Ike Clanton a une altercation avec l'adjoint, lui reprochant la trahison de Strawfield, son associé à la banque, qui a fui avec l'argent (dont celui de Blueberry). Wyatt Earp l'ayant convaincu de récupérer son argent, Clanton et sa bande pillent alors la banque et tuent Barrets. Skinney rends alors à Earp son poste.
Après s'être entretenu avec le journaliste John Campbell (voir plus bas), Mike Blueberry rejoint Dorée et Billy Parker, qui veulent retrouver Johnny Ringo pour l'éliminer ; il décide de les accompagner. Le lendemain, à leur départ, Ringo leur tend une embuscade dans les écuries ; il est tué par Blueberry. 
En parallèle l'histoire racontée par Blueberry à Campbell est décrite : arrivé en poste à Fort Mescalero, le lieutenant Blueberry est mis en prison après une bagarre avec le sergent Potter ; il y rejoint Geronimo et ses hommes. Il est cependant libéré le lendemain et invité par le capitaine Noonan a un dîner, où il découvre que des enfants d'Indiens sont retenus dans un orphelinat ; il exprime son désaccord avec ces méthodes. Envoyé en patrouille, il est pris dans une embuscade, et contraint au retour de passer par un autre chemin, qui lui fait découvrir les cadavres d'Indiens massacrés. À son retour au fort, il accompagne l'institutrice Caroline Younger visiter l'orphelinat, où il intervient pour empêcher un enfant indiscipliné, surnommé "Dust" d'être battu par son professeur ; l'enfant se révèle être Natché, le fils de Geronimo. Blueberry aide alors celui-ci, qui doit être pendu le lendemain, à récupérer son fils et ses camarades. Lors de la fuite des Apaches, le révérend Younger, directeur de l'orphelinat, tire sur sa fille, voulant atteindre le chef indien. Avant de mourir, Caroline accuse Géronimo, couvrant son père et Blueberry, qui est éloigné six mois plus tard à Fort Navajo.